# Publier
Publier este o comună în departamentul Haute-Savoie din sud-estul Franței. În 2009 avea o populație de 6.191 de locuitori.

## Evoluția populației
| An        | 1975  | 1982  | 1990  | 1999  | 2006  | 2009  |
| --------- | ----- | ----- | ----- | ----- | ----- | ----- |
| Populație | 2.755 | 3.701 | 4.312 | 4.954 | 5.889 | 6.191 |